# Ngestirejo
Ngestirejo is een bestuurslaag in het regentschap Gunung Kidul van de provincie Jogjakarta, Indonesië. Ngestirejo telt 5027 inwoners (volkstelling 2010).